# Wysmuklica żałobna
Wysmuklica żałobna (Leptothorax sordidulus) – gatunek mrówki.

## Występowanie
Naturalnie występuje w południowej Europie, choć w 1999 roku zanotowano jego występowanie w Ojcowskim Parku Narodowym w Polsce, konkretnie podgatunku wysmuklicy żałobnej saksońskiej, którą część badań traktuje jako osobny gatunek.
Zasięg występowania obejmuje tereny od Bułgarii, Grecji i Turcji, po Niemcy, północne Włochy i południową Francję, państwa środkowoeuropejskie, jak Węgry i Słowacja.
Zamieszkuje suche środowiska trawiaste. W Polsce znajdowany na stokach wapiennych.

## Charakterystyka
Wykazuje duże morfologiczne podobieństwo do innych przedstawicieli rodzaju. Odróżniają ją jednak między innymi następujące cechy:
- czarne lub brązowe zabarwienie;
- zgrubienia po grzbietowej stronie głowy;
- jaskrawy i ostry ogonek na odwłoku;